# Филип Джонсън
Филип Джонсън (на английски: Philip Cortelyou Johnson) (1906 – 2005) е американски архитект – първият носител на наградата „Прицкер“ след основаването ѝ през 1979 г. С характерните си очила с кръгли, дебели рамки, Джонсън е бил най-разпознаваемата фигура в американската архитектура в продължение на десетилетия.

## Биография
Филип Джонсън е роден в Кливланд, Охайо, през 1906 г. Той получава магистърска степен по история на архитектурата в Харвардския университет през 1930 г. и след завършването си става директор на архитектурния отдел в Музея на модерното изкуство (МОМА) в Ню Йорк.
От 1932 г. до 1934 г. и от 1945 г. до 1954 г. той е един от директорите на Музея за модерното изкуство в Ню Йорк, който представя европейската модерна архитектура на американското общество. Организирайки тази изложба, Филип Джонсън и Хенри Ръсел Хичкок систематизират принципите на модерната архитектура в книга със заглавие „Международният стил: архитектурата от 1922 г.“. През 30-те години Джонсън използва личните си средства, за да подкрепи каузата на много модерни архитекти и най-вече подпомага американския архитект от немски произход Лудвиг Мис ван дер Рое.
През 1940 г. Джонсън се връща в Харвард, във факултета по дизайн, където се обучава при Марсел Бройер. Получава магистърска степен по архитектура през 1943 г. и практикува в Кеймбридж (Масачузетс) до 1946 г., когато се премества обратно в Ню Йорк като директор на архитектурния отдел в МОМА. Работи с Ричард Фостър от 1964 до 1967 г. и с Джон Бърджий от 1967 г. до пенсионирането си. Става член на управата на МОМА през 1958 г., получава златен медал през 1978 г. и наградата за архитектура „Прицкер“ през 1979 г.
Като архитект Джонсън е известен най-вече с работата си в началото на 50-те години, докато е все още силно повлиян от Лудвиг Мис ван дер Рое. Архитектурните му принципи еволюират от модернизъм към постмодернизъм, накрая става антипостмодернист. Това води до множество критики към него, че се интересува повече от стила, отколкото от субстанцията/материалите. Той е известен по-скоро като създател на идеи, отколкото като дизайнер.
Джонсън започва да проектира сгради през 1942 г., обикновено с луксозни материали и в големи мащаби, с широко използване на вътрешното пространство, с класически дух на симетрия и елегантност. Едни от най-важните му проекти включват собствения му дом, известната Стъклена къща (Glass House), построена през 1949 г. в Ню Канън, Кънектикът, прочутият стъклен небостъргач „Сигрем Билдинг“, построен през 1958 г. в Ню Йорк със съдействието на Лудвиг Мис ван дер Рое, Научноизследователския център „Клайн“ в Йейлския университет (1962, Ню Хейвън) и централата на АТ&Т в Ню Йорк, построена през 1984 г., която предизвиква бурни дискусии поради използването на бароков фронтон на върха на небостъргач.
Дебати са възниквали и относно дизайна на Джонсън за главната квартира на компанията Plate Glass в Питсбърг (1984) и по-точно, използването на готическа стъклена кула за сградата, както и използването на стил Ар деко за Transko Tower в Хюстън (1984).
Работата на Филип Джонсън може да се опише като блестяща и спираща дъха, но също и като ефектна и без вдъхновение. Почти винаги е противоречива. По един или друг начин, Филип Джонсън доминира в света на архитектурата по един уникален начин със своите небостъргачи, катедрали, музеи, градини и търговски центрове.
През 90-те години неговото име е все още много известно с десетки проекти, включително и нов комплекс от офиси в Чек Поинт Чарли в Берлин.
В самото начало на своята кариера, в началото на 40-те години, Джонсън постигнал бърз успех, започвайки с известната Стъклена къща, прозрачната рамкирана сграда, в която живее. Този най-известен негов проект много прилича на неговия първи проект на къща за дипломната му работа в Харвард. Тя става образец на модерната архитектура.
След Стъклената къща работите на Джонсън стават по-импозантни и все по-амбициозни. Скоро по негови проекти са изпълнени известни сгради като държавния театър в Центъра „Линкълн“ и „Сигрем билдинг“ в Ню Йорк и Кристалната катедрала в Гардън Гроув, Калифорния.
Тези проекти въвеждат ново поколение от стъклени кули. Джонсън става един от основателите на така наречения „международен стил“. Философията на следвоенните архитекти била, че хората се чувстват по-сигурни зад стъклени стени и изпитват по-добра връзка с околната среда. Тъй като тези сгради станали скучни и банални, блясъкът на международния стил започнал да потъмнява. Дори самият Джонсън станал критичен към движението, което сам оглавявал:
| „ | „Всички ние, младите архитекти, сме съгласни с твърдението, че модерната архитектура е прекалено остаряла, плоска и студена. Франк Лойд Райт я е наричал плоскогърда, защото е цялата от стъкло, прозрачна и гладка и в нея няма нищо човешко.“ | “ |

На моменти Джонсън е бил атакуван от политически движения. Той бил наричан фашист и нацист. По-късно се отрича от убежденията си.
Джонсън никога не е стоял дълго извън светлината на прожекторите. През 1984 г. взривил архитектурния свят със сградата на АТ&Т. Комбинирал класически елементи с модерен дизайн, подготвяйки световната сцена за пост-модернистичната архитектура.
Някои обвиняват Джонсън, че просто комбинира и пречертава идеите на другите, но дори и най-жестоките му критици казват, че Джонсън е кардинален двигател за младите архитекти. Те също твърдят, че може би най-големият му принос към архитектурата са проектите му за паркове и градини.
Един от най-известните паркове е градината на скулптурите в Музея на модерното изкуство в Ню Йорк. В чест на 90-ата годишнина на Джонсън музеят прави изложба на произведения на изкуството, които той е дарил и изградил.
В края на 50-те години, веднага след като си сътрудничил с Лудвиг Мис ван дер Рое по Сигрeм билдинг на Парк Авеню, той въвежда в своите сгради елементи на класическата архитектура, започвайки да търси начин да съчетае модерната архитектура с историческите форми. Този процес на търсене започва с прекалено абстрактни версии на класицизма през 60-те години и завършва с използването на чисти архитектурни форми от миналото в неговите небостъргачи от 80-те години.
Тази фаза от кариерата му включва и добре познатите проекти като класическата сграда от розов гранит на АТ&Т (сега сграда на Сони) на Медисън авеню, която той завършва през 1984 г. с Джон Бърджий, Кулата на Републиканската банка (сега център на NCNB) в Хюстън, в която използва елементи на фламандската ренесансова архитектура, Транско Тауър (сега Уилиамс Тауър) в Хюстън, в която включва романтични стъклени форми от 20-те години – това е може би най-красивият му небостъргач; и PPG Place в Питсбърг – стъклена кула с готическа форма, копираща формите на сградите на Парламента в Лондон.

## Творби
- Домът на Джонсън, „Глас хаус“, Ню Канаан, Кънектикът, (1949);
- Джон де Менил Хаус, Хюстън, Тексас (1950);
- Къща за гости Рокфелер за Аби Олдрич Рокфелер (1950);
- Сигрем Билдинг, в сътрудничество с Лудвиг Мис ван дер Рое, Ню Йорк (1954-1958);
- Ресторант „Четири сезона“, Ню Йорк (1959);
- Разширение на бенедиктинското абатство „Св. Анселм“ във Вашингтон, Федерален окръг Колумбия (1960)
- Художествен музей към Института по изкуства „Мансън-Уилямс-Проктър“ в Ютика, щат Ню Йорк (1960);
- Скулптурна градина „Аби Олдрич Рокфелер“ в Музея на модерното изкуство (МОМА) в Ню Йорк;
- Нюйоркски държавен театър в Центъра „Линкълн“ (в сътрудничество с Ричард Фостър) (1964);
- Музей „Еймън Картър“ във Форт Уърт, Тексас (1961, разширение през 2001);
- Павилион на щат Ню Йорк за Световното изложение в Ню Йорк през 1964 (1964);
- Музей „Кригър“ във Вашингтон, Федерален окръг Колумбия (в сътрудничество с Ричард Фостър; 1967);
- Алея на главния кампус на Университета „Св. Тома“ в Хюстън, Тексас;
- Библиотека „Елмър Холмс Бобст“ на Нюйоркския университет);
- John F. Kennedy Memorial Plaza в Далас, Тексас (1970)[1];
- The IDS Center в Минеаполис, Минесота (1972);
- Художествен музей на Южен Тексас в Корпъс Кристи, Тексас (1972);
- Бостънска обществена библиотека (1973);
- Водни градини на Форт Уърт (1974);
- Център за изкуства „Дороти и Декстър Бейкър“ в Колежа Мюленбърг в Алънтаун, Пенсилвания (1976);
- Thanks-Giving Square в Далас, Тексас (1976);
- The Neuberger Museum of Art at SUNY Purchase College;
- Evangelist Robert Schuller's Crystal Cathedral в Гардън Гроув, Калифорния (1980);
- Tata Theatre Архив на оригинала от 2006-02-09 в Wayback Machine., Национален център за изпълнителски изкуства, Мумбай (1980).
- Културен център „Metro-Dade“ в Маями, Флорида, 1982;
- Републик банк център в Хюстън, Тексас, днес преименуван на Банк ъв Америка център;
- Транско Тауър, днес преименувана на Уилямс Тауър, Хюстън, (1983);
- The Cleveland Playhouse в Кливланд, Охайо (пристройка) (1983);
- Център „Уелс Фарго“ в Денвър, Колорадо (1983);
- PPG Place в Питсбърг, Пенсилвания (1984);
- Колеж по архитектура „Джералд Хайнс“, Хюстънски университет (1985);
- Comerica Bank Tower, Далас, Тексас, 1987;
- Порта на Европа, Мадрид, Испания, John Burgee Architects, Philip Johnson Consultant;
- 190 South LaSalle в Чикаго, John Burgee Architects, Philip Johnson Consultant;
- 191 Peachtree Tower, Атланта, Джорджия John Burgee Architects, Philip Johnson Consultant;
- 101 California Street, Сан Франциско, Калифорния; Johnson/ Burgee Architects;
- Параклис „Св. Базил“ към Университета „Св. Тома“ (в сътрудничество с Джон Манли) (1992);
- AEGON център в Луисвил, Кентъки (1993), John Burgee Architects, Philip Johnson Consultant.
- Комерика Тауър в Детройт, Мичиган (1993), John Burgee Architects, Philip Johnson Consultant.
- Изложбена зала към Стъклената къща, Ню Канаан, CT (1994).
- Turning Point, Case Western Reserve University, Кливланд, Охайо (1996).
- Филип Джонсън Хаус, Берлин, Германия (1997).
- First Union Plaza, Boca Raton, Флорида (2000).